# Aeroporto di Pleiku
L'aeroporto di Pleiku (vietnamita: Sân bay Pleiku) (IATA: PXU, ICAO: VVPL) è un aeroporto del Vietnam situato vicino alla città di Pleiku, nella provincia di Gia Lai, in Vietnam.
Costruito negli anni 60, l'aeroporto fu inizialmente utilizzato dall'aeronautica militare della Repubblica del Vietnam e venne ampliato durante la guerra del Vietnam. Dopo la fine del conflitto l'aeroporto venne riconvertito ad uso civile per voli interni. Nel 2014 la Airports Corporation of Vietnam ha iniziato un programma di ammodernamento dell'aeroporto: la pista è stata allungata fino a 2.400 metri e sono stati introdotti sistemi di controllo moderni per accogliere aerei A320, A321 e Boeing 737.
L'aeroporto è attualmente servito da Vietnam Airlines, Vietjet Air, Jetstar Pacific e Bamboo Airways che offrono collegamenti con Hanoi, Ho Chi Minh e Haiphong.